# Ramón Errázuriz
Ramón de Errázuriz Aldunate (Santiago, 23 de mayo de 1785 - ibídem, 1875) fue un abogado y político chileno.

## Primeros años de vida
Hijo de Francisco Javier de Errázuriz Madariaga y de Rosa Martínez de Aldunate y Guerrero. Hermano del exparlamentario Francisco Javier y del presidente Fernando. Nieto de Francisco Javier Errázuriz Larraín. Educado en el Instituto Nacional, salió con graduación de abogado en enero de 1838.
Casado con Ana Bárbara Mayo y Pinto, con quien fue padre de tres hijas.

## Carrera política
Senador suplente en 1812, aunque nunca ocupó la titularidad. En 1818 salió nuevamente electo Senador, esta vez en propiedad y por Colchagua, cargo que repitió en 1823.
Diputado por Quillota en 1825, por Ancud y Castro en las elecciones de 1831 y 1834; y por Santiago en 1843. 
Fue ministro de Interior y Relaciones Exteriores del Presidente José Joaquín Prieto entre los años 1831 y 1832.
En 1843 es electo Senador por Valparaíso, cargo que mantuvo hasta 1852, cuando fue elegido al Senado, esta vez por Santiago, hasta 1861.
Fue hermano del vicepresidente de Chile, Fernando Errázuriz Aldunate. En 1850 había sido nominado como candidato del Partido Liberal a la presidencia de la República, pero declinó su postura en favor de José María de la Cruz.